# 克里斯·博德曼
克里斯·博德曼，CBE（英語：Chris Boardman，1968年8月26日—），英国男子自行车运动员。他曾代表英国参加1988年、1992年、1996年和2000年夏季奥林匹克运动会自行车比赛，获得一枚金牌和一枚铜牌。